# ブランカとギター弾き
『ブランカとギター弾き』（英題：BLANKA）は、2015年イタリア製作、2017年7月29日より日本公開された映画。長谷井宏紀による長編映画監督デビュー作品。フィリピンを舞台にした映画。ギター弾きのピーター・ミラリは本作品完成後、突然の病により逝去した。

## ストーリー
“お母さんをお金で買う”ことを思いついた孤児の少女ブランカは、ある日、盲目のギター弾きピーターと出会う。ブランカはピーターから、得意な歌でお金を稼ぐことを教わり、二人はレストランで歌う仕事を得る。ブランカの計画は順調に運ぶように見えたが、一方で、彼女の身には思いもよらぬ危険が迫っていた…。

## スタッフ
- 監督・脚本： 長谷井宏紀
- 製作： フラミニオ・ザドラ
- 制作： アヴァ・ヤップ
- 撮影： 大西健之
- 編集： ベン・トレンティーノ
- 助監督： マリネット・ルハンサ
- 音楽： アスカ・マツミヤ / フランシス・デヴェラ / アルベルト・ボフ
- 美術： ミミ・サンソンヴィオラ
- 衣装： アーミィ・クシェラ
- 録音： マーク・ロキシン
- プロダクションマネージャー： ウェンガイ・コンセプション

## キャスト
- ブランカ： サイデル・ガブテロ（吹き替え： 新田恵海[2]）
- ピーター： ピーター・ミラリ（吹き替え： 柴田秀勝[2]）
- セバスチャン： ジョマル・ビスヨ
- ラウル： レイモンド・カマチョ

## 受賞歴
- 第72回ヴェネツィア国際映画祭 マジックランタン賞、ソッリーゾ・ディベルソ賞 受賞[1]
- フリプール国際映画祭2016 観客賞
- カルカッタ国際映画祭2015 NETPAC賞
- サンタンデール国際映画祭2016 グランプリ
- シネジュヌ国際映画祭2016 グランプリ、特別賞
- テルアビブ国際チルドレン映画祭2016 モーゼ賞、最高賞
- オリンピア国際映画祭チルドレンとヤングピープル2016 ヒューマン・ヴァリュー賞
- リムースキ国際ユース映画祭2016 ベストチルドレン映画賞、グランプリ
- シネキッド映画祭2016 グランプリ
- キノオデッサ映画祭2016 グランプリ
- プロヴィデンス映画祭2017 グランプリ
- キキーフ映画祭2017 グランプリ
- 2017年度新藤兼人賞金賞（長谷井宏紀）[3]